# Вучия
Вучия (на сръбски: Вучија) е село в Босна и Херцеговина, разположено в община Требине, в ентитета на Република Сръбска. Населението му според преброяването през 2013 г. е 34 души, от тях: 34 (100,00 %) сърби.

## Население
Численост на населението според преброяванията през годините:
- 1961 – 82 души
- 1971 – 71 души
- 1981 – 63 души
- 1991 – 59 души
- 2013 – 34 души